# É Ele Mesmo
É Ele Mesmo é o segundo EP (Extended play) do cantor de funk ostentação MC Nego do Borel, lançado pela Sony Music Entertainment no dia 19 de agosto de 2014.
O álbum contém 19 faixas e também incluída sucessos do MC Nego, que também estiveram no seu primeiro álbum MC Nego do Borel.

## Lista de faixas[6]
| MC Nego do Borel |                                       |                         |         |  |
| N.º              | Título                                | Compositor(es)          | Duração |  |
| 1.               | "É ele Mesmo"                         | Leno Maycon Viana Gomes | 2:48    |  |
| 2.               | "Cheguei no Pistão"                   | Leno Maycon Viana Gomes | 2:49    |  |
| 3.               | "Ah! Não, o Brinquedo Não"            | Leno Maycon Viana Gomes | 3:30    |  |
| 4.               | "Eu Duvido, Você Aguentar uma Dessas" | Leno Maycon Viana Gomes | 2:34    |  |
| 5.               | "Hohoho, Hahaha"                      | Leno Maycon Viana Gomes | 2:51    |  |
| 6.               | "Pa-ta-ta, Pu-tu-tu"                  | Leno Maycon Viana Gomes | 2:29    |  |
| 7.               | "Olha Pro DJ (part. MC Magrinho)"     | Leno Maycon Viana Gomes | 2:26    |  |
| 8.               | "Desce, Desce"                        | Leno Maycon Viana Gomes | 2:34    |  |
| 9.               | "Quero Usufruir"                      | Leno Maycon Viana Gomes | 2:33    |  |
| 10.              | "Diamante da Lama"                    | Leno Maycon Viana Gomes | 3:38    |  |
| 11.              | "Bonde dos Brabos"                    | Leno Maycon Viana Gomes | 3:52    |  |
| 12.              | "Os Caras do Momento"                 | Leno Maycon Viana Gomes | 2:41    |  |
| 13.              | "Oh! DJ... Solta o Pontinho"          | Leno Maycon Viana Gomes | 3:15    |  |
| 14.              | "Solta Aí (Aquecimento)"              | Leno Maycon Viana Gomes | 3:15    |  |
| 15.              | "Paralisa e Depois Tú Quica"          | Leno Maycon Viana Gomes | 2:46    |  |
| 16.              | "Eu Estava Numa Casa"                 | Leno Maycon Viana Gomes | 3:18    |  |
| 17.              | "Redes Sociais"                       | Leno Maycon Viana Gomes | 2:38    |  |
| 18.              | "Brincadeira das Maravilhas"          | Leno Maycon Viana Gomes | 2:47    |  |
| 19.              | "Super Poder"                         | Leno Maycon Viana Gomes | 2:32    |  |

## Histórico de lançamento
| Região         | Data                 | Gravadora  | Formato              | Catálogo       | Ref   |
| -------------- | -------------------- | ---------- | -------------------- | -------------- | ----- |
| Brasil         | 19 de agosto de 2014 | Sony Music | CD, Download digital | G010003201802T | [ 6 ] |
| Estados Unidos | 19 de agosto de 2014 | Sony Music | CD, Download digital | B00MRZHOFK     | [ 3 ] |